# Anne Lysbeth Noble
Anne Lysbeth Noble   (1954) és una fotògrafa neozelandesa i professora de Belles Arts (fotografia) a la Facultat d'Arts Creatives de la Universitat Massey. El seu treball inclou una sèrie de fotografies que examinen l'Antàrtida, la boca de la seva pròpia filla i la relació dels humans amb la natura.

## Educació
Nascuda a Whanganui l'any 1954, Noble va assistir a l'escola secundària al col·legi catòlic de noies, Erskine College, a Island Bay, Wellington, i al Wanganui Girls' College. Va completar un màster artístic a l'Escola de Belles Arts d'Elam el 1983.

## Trajectòria
L'enfocament de Noble al seu treball implica "una observació prolongada i atenta". :83 És coneguda per treballar en sèries fotogràfiques. La seva primera gran exposició, The Wanganui, es va inaugurar a la Sarjeant Gallery el 1982 i va visitar el Museu de Nova Zelanda Te Papa Tongarewa, Auckland, Hamilton i Te Manawa a Palmerston North. L'escriptor Sheridan Keith va descriure aquestes obres com "una sèrie d'imatges d'espiritualitat immensa, serenitat i intensitat de sentiment".
En presència d'àngels: fotografies de la vida contemplativa (1988–1990) és una sèrie de fotografies que documenten la vida dins d'un convent de Londres. Noble va viure amb les monges benedictines en l'ordre silenciós durant un temps per poder fer la col·lecció.
In My Father's Garden és una sèrie de fotografies que segueixen la mort del pare de l'artista, mentre que la sèrie Hidden Lives recull la vida de persones grans amb discapacitat intel·lectual i els seus cuidadors.
La sèrie Ruby's Room (1998–2007) inclou imatges de primer pla de la boca de la filla de la fotògrafa. Va ser la seva manera de reivindicar que molts dels millors moments de la infància no es registren, i que molts d'aquests "relacionen amb plaers i jocs al voltant de la boca, moments de desafiament i triomf, com aconseguir bufar una bombolla molt bona amb xiclet... Jo volia per magnificar el color, l'espontaneïtat, la vida, la diversió i el joc, i totes les coses que vaig gaudir com a mare". El 2010, el Museu de Nova Zelanda Te Papa Tongarewa va adquirir 30 de les obres de la sèrie com a cartera en caixa, afirmant que "al costat del seu treball antàrtic aquestes fotos són el cos principal de fotografia d'Anne Noble dels anys 2000".
L'any 2001 la Dunedin Public Art Gallery va organitzar una important retrospectiva de l'obra de Noble, Anne Noble: States of Grace, que va exposar-se a la City Gallery Wellington i la Auckland Art Gallery.
Des de l'any 2001, Noble ha estat investigant i visitant l'Antàrtida, i ha produït diverses sèries de treballs sobre aquest tema, com ara Antarctica Iceblink i Antarctica Whiteou. Aquests treballs sovint mostren com l'Antàrtida ha estat retratada en les percepcions populars, explorant com hem arribat a veure l'Antàrtida com "un món blanc brillant on els pingüins xoquen i cauen els flocs de neu".

El treball de Noble ha investigat l'abella i el seu lloc al món, una investigació impulsada amb una beca Fulbright amb seu al Columbia College de Chicago com a artista internacional en residència. La seva primera exposició sobre aquest tema, Nature Study, es va fer a Bartley+Company a Wellington el 2015. Escrivint sobre aquestes noves obres, la historiadora de l'art Priscilla Pitts va assenyalar:
Durant diversos anys, Noble ha enfocat la seva càmera a l'Antàrtida, "l'últim gran desert de la terra", intractable malgrat els nostres esforços per documentar-la i entendre-la, però fràgil i susceptible a les nostres accions en altres llocs del planeta. L'atenció de Noble a la difícil situació de les abelles sorgeix de la mateixa preocupació pel medi natural i el que estem fent-hi. En aquests nous treballs hi ha un canvi des del mode aparentment documental de les imatges antàrtiques cap a una exploració més obertament poètica del seu tema, cosa que és familiar de bona part dels seus treballs anteriors.
El treball de Noble sobre les abelles Conversātiō: en companyia de les abelles es va publicar el 2021.

## Reconeixements
Noble ha realitzat diverses residències d'artistes, com ara la Tylee Cottage Residency el 1990, Artist in Residence a la Universitat de Canterbury el 1993 i l'Antarctic Arts Fellowship el 2001 i el 2009.
Va rebre el Premi d'Artistes i Escriptors de la National Science Foundation dels Estats Units el 2008 i la Medalla d'Investigació de la Universitat de Massey el 2009. El 2015, Noble va guanyar el 31è premi Higashikawa Overseas Photographer Award.
En els honors de l'aniversari de la reina de 2003, Noble va ser nomenada Oficial de l'Ordre del Mèrit de Nova Zelanda, pels serveis a la fotografia. El 2009 va rebre un premi de l'Arts Foundation of New Zealand. El 2013, la Universitat de Massey va concedir a Noble el títol de professora distingida.

## Publicacions
- Noble, Anne (1982). The Wanganui: photographs of a river. Auckland [N.Z.]: Photoforum
- Noble, Anne (1989). In the presence of angels photographs of the contemplative life. Wanganui [N.Z]: Sarjeant Gallery
- Noble, Anne; Paton, Justin; Kennedy, Anne [et al.].. Anne Noble: states of grace. Paton, Justin., Kennedy, Anne, Wevers, Lydia..  Dunedin, New Zealand: Dunedin Public Art Gallery, 2001. ISBN 0-86473-425-5. OCLC 50659639.
- Noble, Anne; Porter, Gwynneth; Wedde, Ian. Anne Noble: ice blink.  Auckland, N.Z.: Clouds, 2011. ISBN 978-0-9864628-5-6. OCLC 776689471.
- Noble, Anne. Spoolhenge Antarctica.  Plymouth, Devon: University of Plymouth Press, 2011. ISBN 9781841022826.
- Manhire, Bill; Noble, Anne; Meehan, Norman [et al.].. These Rough Notes.  Wellington [N.Z.]: Victoria University Press, 2012. ISBN 978-0-86473-831-8.[Enllaç no actiu]
- Noble, Anne; Porter, Gwynneth; Jones, Lloyd [et al.].. The last road.  Auckland, NZ: Clouds, 2014. ISBN 978-0-9876593-0-9. OCLC 879151609.
- Noble, Anne. No vertical song.  [Fitzroy, Melbourne]: Centre for Contemporary Photography, 2017. ISBN 978-0-9946229-2-1. OCLC 999611632.
- Noble, Anne; Stanhope, Zara; Brown, Anna (2021). Conversātiō: in the company of bees. Auckland: Massey University Press. ISBN 9780995140752